# ووک (فیلم)
ووک: روباه کوچک (به انگلیسی: Vuk: The Little Fox) انیمیشنی محصول ۱۹۸۱ (میلادی) و ساخت کشور مجارستان به کارگردانی آتیلا دارگای است. این فیلم بر اساس رمانی به همین نام اثر István Fekete ساخته شده است. این فیلم یکی از آثار کلاسیک پویانمایی مجارستان شناخته می‌شود. این فیلم در اواخر دهه ۱۳۶۰ با دوبله فارسی در ایران به نمایش درآمده است. 

## داستان
این فیلم داستان ووک، یک بچه روباه، است که از لانه خود خارج می‌شود. در بازگشت، از عموی خود در می‌یابد که همه خانواده او توسط یک شکارچی کشته شده‌اند. عموی ووک او را نزد خود نگه داشته و بزرگ می‌کند. ووک که روباه جوان زیرک و چابکی شده است یک روباه ماده را که در یک مزرعه در قفس نگه داشته شده است را می‌یابد. او در نهایت موفق می‌شود او را نجات دهد. او به ووک و عمویش در جنگل می‌پیوندد.
یک روز در جریان شکار عموی ووک کشته می‌شود و ووک سوگند یاد می‌کند که انتقام او را بگیرد. او بلاهای زیادی بر سر شکارچی و سگهایش می‌آورد و بدین گونه انتقام خانواده‌اش را می‌گیرد. در پایان ووک و همسرش در حالی که توله‌های بسیاری پیدا کرده‌اند به خوبی و خوشی به زندگی خود ادامه می‌دهند.

## صداپیشگان نسخه‌ی فارسی
- مدیر دوبلاژ: صادق ماهرو
- عزت‌الله مقبلی: روباه پدربزرگ
- اکبر منانی: روباه پدر -غاز
- سیمین سرکوب: روباه مادر
- مینو غزنوی: روباه دختر
- ناهید امیریان شمس‌آبادی: بچه روباه (ووک)
- امیر زندی ووک جوان
- نادره سالارپور: بچه روباه
- زهرا آقارضا: بچه روباه - مرغ
- آزیتا یاراحمدی: بچه روباه
- بدری نورالهی: مرغ ۱
- فریده شیرازی: مرغ ۲
- تورج نصر: کلاغ
- اصغر افضلی: مرد مزرعه‌دار
- تورج نصر: سگ نگهبان بزرگ
- کنعان کیانی: سگ نگهبان
- مهدی آژیر: خروس؛ سگ ولگرد کوچک؛ غاز
- عباس سلطانی: سگ سفید ولگرد
- ظفر گرایی: قورباغه
- احمد مندوب هاشمی: سگ قهوه‌ای ولگرد
- جواد پزشکیان: جغد؛ سگ پیر